# فرد ودمان
فرد ودمان (بالإنجليزية: Fred Woodman)‏ هو لاعب اتحاد الرغبي نيوزيلندي، ولد في 10 فبراير 1958 في Kaikohe ‏ في نيوزيلندا.